# Pori Bears 2024
Questa voce raccoglie le informazioni riguardanti i Pori Bears nelle competizioni ufficiali della stagione 2024.

## II-divisioona 2024

### Stagione regolare
| Mikkeli 2 giugno 2024, ore 13:00 1ª giornata | Mikkeli Bouncers | 32 – 12 (7-0 15-0 0-0 10-12) referto | Pori Bears | Urpolan tekonurmi |

| Kuopio 9 giugno 2024, ore 16:00 2ª giornata | Flying Fishcocks | 43 – 8 (3-0 7-8 14-0 19-0) referto | Pori Bears | Väinölänniemen stadion |

| Pori 16 giugno 2024, ore 16:00 3ª giornata | Pori Bears | 6 – 28 (0-0 0-7 6-14 0-7) referto | Jyväskylä Jaguars | Porin urheilukeskus |

| Kokkola 30 giugno 2024, ore 17:00 4ª giornata | Kokkola Scorpions | 27 – 6 (3-0 6-0 6-6 12-0) referto | Pori Bears | Kirkonmäen urheilukenttä |

| Pori 6 luglio 2024, ore 19:00 5ª giornata | Pori Bears | 0 – 16 (0-0 0-0 0-0 0-16) referto | Rovaniemi Nordmen | Porin urheilukeskus |

| Pori 13 luglio 2024, ore 18:00 6ª giornata | Pori Bears | 26 – 6 (0-6 20-0 0-0 6-0) referto | Flying Fishcocks | Porin urheilukeskus |

| Pori 20 luglio 2024, ore 14:00 7ª giornata | Pori Bears | 19 – 13 (6-0 13-0 0-7 0-6) referto | Mikkeli Bouncers | Porin urheilukeskus |

| Jyväskylä 3 agosto 2024, ore 16:00 9ª giornata | Jyväskylä Jaguars | 42 – 13 (14-0 21-0 0-7 7-6) referto | Pori Bears | Viitaniemen kenttä |

## Statistiche di squadra
| Competizione      | %Vittorie | In casa | In casa | In casa | In casa | In casa | In casa | In trasferta | In trasferta | In trasferta | In trasferta | In trasferta | In trasferta | Totale | Totale | Totale | Totale | Totale | Totale |
| Competizione      | %Vittorie | G       | V       | N       | P       | Pf      | Ps      | G            | V            | N            | P            | Pf           | Ps           | G      | V      | N      | P      | Pf     | Ps     |
| ----------------- | --------- | ------- | ------- | ------- | ------- | ------- | ------- | ------------ | ------------ | ------------ | ------------ | ------------ | ------------ | ------ | ------ | ------ | ------ | ------ | ------ |
| Stagione regolare | .250      | 4       | 2       | 0       | 2       | 51      | 63      | 4            | 0            | 0            | 4            | 39           | 144          | 8      | 2      | 0      | 6      | 90     | 207    |
| Totale            | .250      | 4       | 2       | 0       | 2       | 51      | 63      | 4            | 0            | 0            | 4            | 39           | 144          | 8      | 2      | 0      | 6      | 90     | 207    |